# Dasyatis sinensis
Dasyatis sinensis  (лат.) — малоизученный вид рода хвостоколов из семейства хвостоко́ловых отряда хвостоколообразных надотряда скатов. Они обитают в субтропических водах северо-западной части Тихого океана. Встречаются на глубине до 200 м. Максимальная зарегистрированная ширина диска 40 см, длина 82 см. Грудные плавники этих скатов срастаются с головой, образуя ромбовидный диск, ширина которого равна длине. Рыло вытянутое и заострённое. Хвост длиннее диска. Позади шипа на хвостовом стебле вентрально расположены нижний и верхний кожные кили. Вдоль позвоночника пролегает полоса мелких шипиков. Окраска дорсальной поверхности диска серого цвета. Подобно прочим хвостоколообразным Dasyatis sinensis размножаются яйцеживорождением. Эмбрионы развиваются в утробе матери, питаясь желтком и гистотрофом. Не являются объектом целевого промысла. 

## Таксономия и филогенез
Впервые Dasyatis sinensis был научно описан в 1892 году как Trygon sinensis. Позднее род Trygon  род Dasyatis были признаны синонимами. Голотип представляет собой самца с диском шириной 38 см, пойманного у берегов Шанхая. 

## Ареал и места обитания
Dasyatis sinensis обитают в северо-западной части Тихого океана у побережья Кореи и Китая в Жёлтом, Бохайском и Восточно-Китайском море. Подобно большинству хвостоколов они ведут донный образ жизни и встречаются на глубине до 200 м.

## Описание
Грудные плавники этих скатов срастаются с головой, образуя ромбовидный плоский диск, ширина которого почти равна длине. Длина вытянутого и заострённого рыла составляет до 1/4 длины диска. Позади среднего размера глаз имеются брызгальца. На вентральной поверхности диска расположены 5 пар жаберных щелей, рот и ноздри. Между ноздрями пролегает лоскут кожи с бахромчатым нижним краем. Рот изогнут в виде дуги, на дне ротовой полости присутствуют 5 отростков. Зубы выстроены в шахматном порядке и образуют плоскую поверхность. В отличие от самок и неполовозрелых особей зубы самцов заострены. Во рту имеется 37 верхних и 40 нижних зубных рядов.. 
Кнутовидный хвост менее чем в 2 раза длиннее диска. Как и у других хвостоколов на дорсальной поверхности в центральной части хвостового стебля расположен зазубренный шип, соединённый протоками с ядовитой железой. Иногда у скатов бывает 2 шипа. Периодически шип обламывается и на их месте вырастает новый. У некоторых особей шип отсутствует. Позади шипа на хвостовом стебле расположены вентральная и дорсальная кожные складки. Длина вентральной складки составляет менее 1/2 длины диска. Вдоль спины от рыла до основания хвоста пролегает полоса  мелких чешуек. Окраска дорсальной поверхности диска серая, к краям диск светлеет до желтоватого цвета. Вентральная поверхность диска светлая. Максимальная зарегистрированная ширина диска 40 см,  а длина 82 см.

## Биология
Подобно прочим хвостоколообразным Dasyatis sinensis  относится к яйцеживородящим рыбам. Эмбрионы развиваются в утробе матери, питаясь желтком и гистотрофом. 

## Взаимодействие с человеком
Dasyatis sinensis не являются объектом целевого лова. Попадаются в качестве прилова при коммерческом промысле путём донного траления. Мясо используют в пищу, но ценится оно низко. Данных для оценки Международным союзом охраны природы статуса сохранности вида недостаточно.  